# Dan Peek
Dan Peek (ur. 1 listopada 1950 w Panama City, zm. 24 lipca 2011 w Farmington) – amerykański muzyk, w latach 1970–1977 gitarzysta basowy grupy rockowej America.
Peek wydał autobiografię zatytułowaną An American Band, opowiadającą historię jego pracy w zespole America. Zmarł 24 lipca 2011 roku, w Farmington.